# Katzmann-Bericht
Der Katzmann-Bericht ist eines der wichtigsten Dokumente zum Holocaust in Polen und zum Massenmord an polnischen Juden während des Zweiten Weltkriegs. Er beschreibt einen Teil der Aktion Reinhardt und diente als Beweismittel im Nürnberger Prozess gegen die Hauptkriegsverbrecher und weiteren Verfahren gegen Kriegsverbrecher. Der 62-seitige Bericht wurde vom deutschen SS-Gruppenführer und Generalleutnant der Waffen-SS und der Polizei Fritz Katzmann mit dem Titel „Lösung der Judenfrage im Bezirk Galizien“ in Berlin verfasst. Katzmann ließ drei Exemplare anfertigen, zwei Exemplare (darunter ein in Leder gebundener Bericht) wurden am 30. Juni 1943, etwa einen Monat nach der endgültigen Liquidierung des jüdischen Ghettos Rohatyn, seinem Vorgesetzten, dem Höheren SS- und Polizeiführer (HSSPF) Friedrich-Wilhelm Krüger übergeben, eine Kopie war für Heinrich Himmler bestimmt. Nach Kriegsende blieb eine der drei Ausfertigungen erhalten.

## Entstehung des Berichts
Die Aktion Reinhardt hatte als Ziel die vollständige Ermordung aller Juden im Gebiet des Generalgouvernements bis Ende 1942. SS-Reichsführer Heinrich Himmler reiste Anfang Januar 1943 nach Warschau und beschwerte sich über die bis dahin unvollständige Ausführung der Aktion. Daraufhin intensivierten die verantwortlichen SSPF-Führer ihre Aktionen ab Januar 1943, vor allem in Warschau und Lemberg, und Katzmann war bestrebt, die „Erfolge“ des beschleunigten Massenmordes in Galizien in seinem Bericht gegenüber seinen Vorgesetzten zu präsentieren.

## Inhalt des Berichts

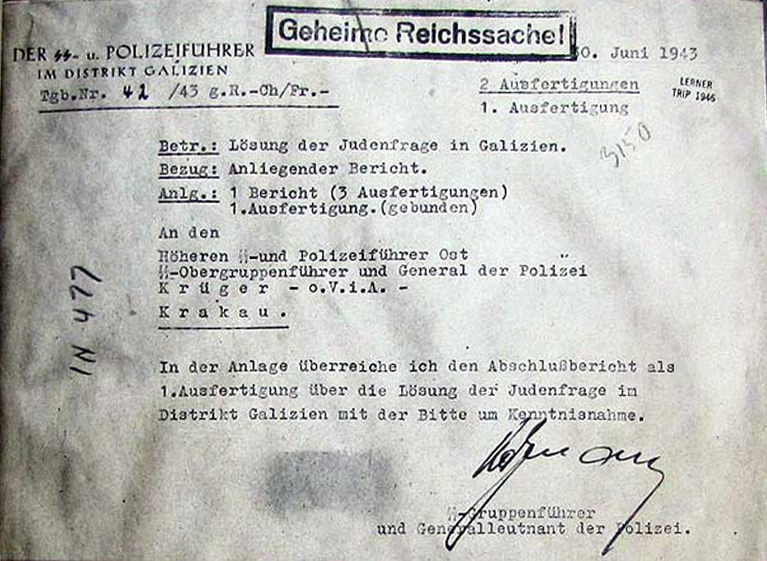
Deckblatt des Katzmann-Berichts

Der Bericht beginnt mit einer „Bestandsaufnahme“ des galizische Judentums und dessen Verbreitung. Es folgt eine Beschreibung von Maßnahmen, um Juden zu kennzeichnen und zu registrieren, den jüdischen Schwarzmarkt zu unterbinden und Zwangsarbeitslager für Juden zu errichten.
Im folgenden Abschnitt wird das Versäumnis anderer deutscher Behörden, jüdische Gesetzesverstöße einzudämmen, insbesondere durch gefälschte Arbeitszeugnisse, detailliert und mit drei Beispielfälschungen bebildert. Er schließt mit einer ausführlichen Erklärung über eine Vereinbarung mit den Armeeführern, etwa 8.000 für die Zwangsarbeit in der Rüstungsproduktion vorzusehen. Katzmann stellt fest, dass zum 10. November 1942 bereits 254.989 Juden aus den Bezirken Galiziens „evakuiert“ und „wieder umgesiedelt“ wurden. Dieser Abschnitt ist mit Fotografien illustriert, die Katzmann mit seinen SS-Vorgesetzten wie Krüger und Himmler sowie zahlreiche Szenen jüdischer Arbeitslager und Straßenszene zeigen.
Der nächste Abschnitt beginnt mit der Nachricht, dass ab dem 23. Juni 1943 alle jüdischen Ghettos „aufgelöst“ wurden:

„In der Zwischenzeit wurde die weitere Aussiedlung energisch betrieben, so daß mit Wirkung vom 23. 6. 43 sämtliche Judenwohnbezirke aufgelöst werden konnten. Der Distrikt Galizien ist damit bis auf die Juden, die sich unter der Kontrolle des SS- und Polizeiführers stehenden Lagern befinden, judenfrei .

Die noch vereinzelt aufgegriffenen Juden werden von den jeweiligen Ordnungspolizei- und Gendarmerieposten sonderbehandelt. Bis zum 27. 6. 43 waren insgesamt 434 329 Juden ausgesiedelt.“

Der Folgeabschnitt beschreibt ausführlich die „Einnahmen“ in Form von konfisziertem jüdischen Eigentum, der genauen Aufschlüsselung von Münzen, Edelmetall (einschließlich Goldzahnersatz), Schmuck, Besteck, Briefmarkensammlungen, Banknoten (darunter mehr als 261.000 US-Dollar und mexikanische Pesos) sowie etwa 35 Wagenladungen Pelze. Es folgen detaillierte Einnahmen-/Ausgabenübersichten für Zwangsarbeitslagern und Fabriken inklusive verstecktem Geld, das in der Kleidung der Gefangenen gefunden wurde.
Der letzte Teil nimmt über die Hälfte des Gesamtberichts ein und beschreibt die Schwierigkeiten, mit denen Katzmann und seine Mittäter bei der Umsetzung zu kämpfen hatten. Er beklagt sich über die „ernsthaften physischen und geistigen Belastungen“ seiner eigenen Männer, als sie gezwungen waren, überfüllte jüdische Wohnungen zu betreten und Verstecke zu finden, um Gefangene zur Deportation oder Hinrichtung herauszusuchen. Im Bericht werden die Einsatzkräfte bedauert, die in die „Schmutz- und Seuchenlöcher der Juden“ eindringen mussten. Beim Aufspüren der meisterhaft getarnten unterirdischen Bunker bediente man sich einzelner Juden, denen man haltlose Versprechen machte. – Dieser Abschnitt ist ebenfalls mit Fotografien illustriert.
Der Bericht endet mit den Sätzen:

„Trotz der außerordentlichen Belastung, die jeder einzelne SS- und Polizeiangehörige während dieser Aktionen durchzumachen hatte, ist die Stimmung und der Geist der Männer vom ersten bis zum letzten Tage außerordentlich gut und lobenswert gewesen. Nur durch persönliches Pflichtbewusstsein jedes einzelnen Führers und Mannes ist es gelungen, dieser Pest in kürzester Frist Herr zu werden.“

## Der Bericht als Beweismittel und Forschungsobjekt
Die einzige erhaltene Kopie des Berichts diente als Beweismittel für die Ankläger der Nürnberger Prozesse gegen zwei Dutzend hochrangige Militär- und Zivilführer des Dritten Reiches wegen Kriegsverbrechen in Europa. Der Nürnberger Prozess gegen die Hauptkriegsverbrecher fand von Ende 1945 bis Ende 1946 statt.
Der Bericht war Gegenstand einer Reihe akademischer Analysen. Eine polnische Übersetzung wurde in den 1950er Jahren veröffentlicht, unterlag jedoch der kommunistischen Zensur und enthielt keine begleitende wissenschaftliche Analyse. Das polnische Instytut Pamięci Narodowej (IPN, Institut für Nationales Gedenken) erstellte 2001 eine vollständige polnische Übersetzung und eine detaillierte Analyse des Inhalts.
Claudia Koonz hielt 2005 einen Vortrag zu Ehren von Raul Hilberg an der Universität von Vermont, in dem der Katzmann-Bericht untersucht wurde, um die Motivation der Nazi-Führer zu ergründen, ebenso die Besonderheiten von Katzmanns Persönlichkeit. Das französische Holocaust-Museum Mémorial de la Shoah veröffentlichte 2012 eine französischsprachige Übersetzung mit einer Einführung und einem biografischen Hintergrund von Katzmann (teilweise unter Bezug auf die Koonz-Vorlesung) als Bestandteil ihrer halbjährlichen Zeitschrift Revue d’Histoire de la Shoah.
Weitere Forschungen zum Bericht ergaben Verfälschungen, ungenaue Zahlenangaben und Übertreibungen, die ein positives Licht auf Katzmanns Karriere im Distrikt Galizien werfen sollten, und dass die scheinbare Zahlengenauigkeit die Abzweigung von beschlagnahmten Wertgegenständen in seinen Privatbesitz verschleiern sollte. Es herrscht jedoch Einigkeit darüber, dass die angegebenen Zahlen zu Evakuierung, Deportation und Ermordung der jüdischen Bevölkerung der Wahrheit entsprechen.
Unter anderen untersuchte auch Dieter Pohl in seinem Werk Nationalsozialistische Judenverfolgung in Ostgalizien 1941–1944 die Methoden der Ermordung der jüdischen Bevölkerung von 1941 bis 1944. Der Katzmann-Bericht wird auch in einer Interviewserie erwähnt, die der polnische Journalist Kazimierz Moczarski mit dem ehemaligen SSPL-Führer Jürgen Stroop führte, dem Verantwortlichen für die Niederschlagung des Warschauer Ghettoaufstands. Stroop hatte Mitte Mai 1943 einen eigenen Bericht ähnlich dem Katzmanns erstellt, und im Gefängnis erwähnte er gegenüber dem Mithäftling Moczarski, was er über die Situation in Rohatyn gehört hatte. Auch Stroop hatte offenbar Katzmanns Bericht gelesen. Das Interview wurde unter dem Titel „Gespräche mit dem Henker“ veröffentlicht.